# プラケプタ・ミリターリア
プラケプタ・ミリターリアは、965年に皇帝ニケフォロス2世フォカスが代表して書いた東ローマ帝国軍事論文のラテン語のタイトルである。ギリシア語のタイトルは『Στρατηγικὴ ἔκθεσις καὶ σύνταξις Νικηφόρου δεσπότου』（皇帝ニケフォロスによる戦争の解説と軍の編成）である。
論文は6章からなり、10世紀中ごろ東アラブ地域に対する作戦の間に進化した東ローマ帝国軍の内容を提示している。この論文の中では、カタフラクト重装騎兵によるくさび隊列の正確な評価、新混成歩兵旅団（タクシアルキア）、各ユニット間を守る適切な陣形と間隔、メナウリオン槍の使用など、いくつかの新しい試みが盛り込まれていた。
論文では実用的な戦争戦略について強調され、様々な作戦の想定について考察するだけではなく、野営地の設営、スパイや偵察についての使用にも言及している。また軍の宗教儀式もフォカス自身の宗教的な熱意によって強調されている。これらの内容は、11世紀初頭、後のニケフォロス・ウラノス軍事論文に引き継がれる。

## 章
- 1章 - 歩兵について
- 2章 - 重装歩兵について
- 3章 - 重装騎兵カタフラクトについて
- 4章 - 騎兵配置について
- 5章 - 野営について
- 6章 - スパイに関して

## 戦術
論文では、最初に歩兵の装備、展開、戦術について説明がなされている。その後、歩兵と騎兵のそれぞれの戦術と相互の連携について、戦いを想定して戦術を説明している。